# Sarteano
Sarteano és un comune (municipi) de la província de Siena, a la regió italiana de la Toscana, situat uns 100 km al sud-est de Florència i uns 60 km al sud-est de Siena.
Sarteano és particularment important des del punt de vista històric. Situat entre Val d'Orcia i Valdichiana, la zona de Sarteano ha estat habitada durant milers d'anys. Per aquest motiu, Sarteano té moltes restes arqueològiques. En concret, algunes de les més importants tombes etrusques de la Toscana es troben al voltant de Sarteano. Una gran part de les restes arqueològiques trobades a la zona formen la col·lecció del Museu cívic arqueològic de Sarteano.
Sarteano limita amb els municipis de Cetona, Chianciano Terme, Chiusi, Pienza, Radicofani i San Casciano dei Bagni.